# Pace di Filocrate
La pace di Filocrate fu un trattato di pace stipulato tra Atene ed il Regno di Macedonia nel 346 a.C., che sancì la fine della Terza guerra sacra.

## Contesto storico
Atene e la Macedonia erano in guerra dal 356 a.C., dopo la cattura da parte di Filippo delle colonie ateniesi di Pidna e Potidea; poco dopo iniziò la terza guerra sacra, provocata dalla cattura del tempio di Apollo a Delfi da parte dei Focesi.
Atene si alleò colla Focide contro gli altri membri dell'anfizionia. Nel 354-353 a.C. i Tessali, che erano stati sconfitti dai Focesi, chiesero che Filippo diventasse arconte di Tessaglia, e questi accettò, portando la Macedonia in guerra. Nel 352 a.C. un vecchio alleato di Filippo, la lega calcidica (guidata da Olinto), preoccupata dal crescente potere di Filippo pensò di allearsi con Atene, rompendo con Filippo; in risposta, quest'ultimo attaccò la penisola Calcidica nel 349 a.C., distruggendo la lega e radendo al suolo Olinto in un anno.
L'importante politico ateniese Filocrate aveva suggerito di far pace con Filippo ancora nel 348 a.C., durante la guerra di Olinto, ma l'ecclesia aveva rifiutato questa proposta, processando Filocrate e, quando fu esonerato dalle cariche, era troppo tardi per salvare Olinto. La guerra tra Atene e Filippo continuò durante il 347 a.C., come la guerra sacra; in quell'anno Filippo mandò dei corsari ad attaccare le colonie insulari ateniesi dell'Egeo.
Filippo non s'era più immischiato nella guerra sacra da quando aveva vinto ai Campi di Croco (352 a.C.); nel frattempo, divenne chiaro che la guerra avrebbe potuto essere conclusa solo da un intervento esterno. Nel 347 a.C. i Tebani chiesero aiuto a Filippo, che mandò loro un piccolo contingente per onorare la sua alleanza con Tebe, ma questo non poteva essere risolutivo, visto che Filippo desiderava concludere la guerra personalmente, a modo suo e alle sue condizioni.

## Negoziati
All'inizio del 346 a.C., Filippo fece sapere che intendeva marciare verso sud coi Tessali, senza specificare dove e quando. I Focesi, quindi, si prepararono a difendere le Termopili, e chiesero aiuto agli Spartani e agli Ateniesi, probabilmente attorno al 14 febbraio.
Gli Spartani mandarono Archidamo III con mille opliti, mentre gli Ateniesi inviarono tutti gli uomini abili sotto i 40 anni. Comunque, tra la richiesta dei Focesi e la fine del mese, tutti i piani furono sconvolti dal ritorno al potere di Faleco; agli Ateniesi e agli Spartani fu comunicato che non sarebbe stato loro permesso di difendere le Termopili. Le fonti antiche non chiariscono come Faleco sia tornato al potere, e neanche il motivo di questo suo cambio di politica. Cawkwell, basandosi sulle osservazioni di Eschine, suggerisce che l'esercito focese abbia restaurato Faleco perché non era stato pagato, e che poi questi, capendo che non avrebbe potuto pagare l'esercito e che i Focesi non avrebbero potuto vincere la guerra, decise di provare a negoziare la pace con Filippo.
Quando gli Ateniesi ricevettero questa notizia, cambiarono rapidamente politica: se le Termopili non potevano più essere difese, la sicurezza di Atene era in pericolo. Alla fine di febbraio gli Ateniesi mandarono a Filippo un'ambasciata, che comprendeva Filocrate, Demostene ed Eschine, per discutere della pace; tra questa e Filippo ci furono due incontri, nei quali ognuna delle due parti presentò le sue proposte di pace.
Nel primo incontro con Filippo, si dice che Demostene abbia declamato un poema; poi, durante le trattative, si sentì male e svenne. Durante questo incontro, Eschine ipotizzò che Filippo restituisse ad Atene l'antica colonia di Amfipoli in cambio della pace.

## Ratifica
L'ambasciata ritornò poi ad Atene per presentare le proposte all'ecclesia, insieme all'ambasciata macedone di Atene, incaricata da Filippo di firmare l'accordo. Gli Ateniesi discussero del trattato in aprile e avanzarono la proposta di rendere l'accordo una "pace comune", nella quale avrebbero preso parte tutti gli stati greci, inclusa la Focide; Demostene, però, essendo contrario alla pace, convinse l'ecclesia del fatto che Filippo non avrebbe accettato una pace simile, e affermò che Atene, essendo vulnerabile, non poteva che accettare le condizioni di Filippo. Il trattato, perciò, doveva essere bilaterale, tra la Macedonia e Atene (e i suoi alleati, riuniti nel secondo impero ateniese.
Il 23 aprile gli Ateniesi giurarono sulle clausole del trattato davanti agli ambasciatori macedoni; tra le clausole principali, c'era quella che rendeva Atene alleata di Filippo, facendole rinunciare per sempre ad Amfipoli.
Dopo aver firmato la pace cogli ambasciatori in aprile, gli Ateniesi mandarono una seconda ambasciata in Macedonia per ottenere che Filippo giurasse anche lui sulla pace; questa ambasciata si diresse lentamente verso Pella, sapendo che Filippo stava combattendo contro il re di Tracia Cersoblette. Quando arrivarono, gli Ateniesi (compresi Demostene ed Eschine) furono molto sorpresi nel trovare anche delle ambasciate di tutti i principali combattenti della guerra sacra, arrivati per discutere la conclusione della guerra. Demostene era molto preoccupato per queste trattative, e propose alla delegazione ateniese di partire via mare per raggiungere Filippo, ovunque fosse, al fine di ricevere la ratifica del trattato. Demostene in seguito dichiarò che stava cercando di impedire a Filippo di catturare altre città trace, ma certamente sapeva che era impossibile salvare il regno di Cersoblette.
Nonostante i suoi consigli gli inviati ateniesi, inclusi lui ed Eschine, rimasero in Macedonia per tre mesi, fino a quando Filippo ritornò dalla Tracia, da lui interamente sottomessa; quando Filippo tornò, ricevette sia l'ambasciata ateniese sia le altre. I Tebani e i Tessali chiesero di prendere il controllo della Grecia per punire i Focesi; i Focesi, invece, sostenuti dalle delegazioni di Atene e di Sparta, supplicarono Filippo di non attaccarli. Filippo, comunque, rimandò ogni decisione; "[lui] cercò in ogni modo di non far sapere come intendeva sistemare le cose; entrambe le fazioni furono così incoraggiate a sperare che avrebbe fatto quello che volevano, ma ad entrambe fu ordinato di non prepararsi per la guerra; un accordo di pace era a portata di mano"; Filippo rimandò anche i giuramenti della pace di Filocrate. In quel periodo a Pella si facevano dei preparativi militari, ma Filippo disse agli ambasciatori che servivano per una campagna contro Alos, una piccola città tessala che osava resistergli;
Filippo partì per Alos prima di aver preso qualunque decisione, costringendo l'ambasciata ateniese a viaggiare con lui; egli giurò solo dopo aver raggiunto Fere, impedendo agli Ateniesi di tornare in patria.

## Conclusione della guerra sacra
La pace di Filocrate è strettamente legata alla fine della guerra sacra; fu nell'attesa della ratifica della pace che Filippo sferrò il colpo di grazia: persuase gli Ateniesi e gli altri Greci che il suo esercito si preparava per combattere Alos, ma è quasi certo che varie di esse andarono direttamente alle Termopili. Quindi, quando giurò agli Ateniesi a Fere, le sue truppe erano appostate molto vicino alle Termopili, e quando gli ambasciatori ateniesi tornarono a casa (9 luglio) Filippo aveva già preso il passo.
Rimandando i giuramenti e mascherando le sue mosse colla scusa dell'attacco ad Alos, impedì agli Ateniesi di capire che erano in pericolo, non dando loro neanche il tempo di mandare una guarnigione alle Termopili.
Tutta la Grecia centrale e meridionale era ormai alla mercé di Filippo, e gli Ateniesi ora non avrebbero potuto salvare la Focide anche se avessero abbandonato la pace. Comunque, gli Ateniesi non seppero niente di questi fatti fino a quando non vennero ad Atene, attorno al 9 luglio, degli ambasciatori focesi, che imploravano degli aiuti militari. Il consiglio ateniese chiese di rigettare la pace e di occupare le Termopili per salvare la Focide; poiché, come pensava l'ambasciata ateniese, le truppe di Filippo erano ancora a Fere, sembrava che ci fosse tempo sufficiente per occupare il passo.
Il 12 luglio arrivò ad Atene la notizia che Filippo "era alle porte"; gli Ateniesi seppero poi che non avevano speranze e, invece di dare ascolto alla sua precedente raccomandazione, l'assemblea approvò una mozione che confermava la pace di Filocrate. Demostene fu uno dei sostenitori di questo provvedimento: le sue argomentazioni, espresse nell'orazione Sulla pace, si basano sul fatto che Atene non era pronta per una guerra contro tutti gli altri membri della lega guidata da Filippo; con ciò, consigliò ai suoi abitanti di rispettare le condizioni della pace, ma si oppose ad Eschine, che credeva nell'alleanza tra la Macedonia e Atene.

## Rottura della pace
Sebbene Demostene fosse il principale artefice della pace di Filocrate, subito dopo la sua stipula egli ne fu già avversario. Nel luglio del 346 a.C. era stato uno dei proponenti del salvataggio della Focide ma, a differenza del resto dell'assemblea ateniese, insistette sul fatto che gli Ateniesi dovessero soccorrere i Focesi anche dopo l'annuncio della presenza di Filippo alle Termopili.
Nei pochi anni successivi, Demostene divenne il capo del "partito della guerra" di Atene, cercando di compromettere la pace in ogni occasione: "Il suo metodo era semplice ed efficace: insistette su delle cose false fino a quando gli Ateniesi non le credettero." Demostene credeva che tutti i successi di Filippo fossero dovute alla corruzione sua e degli altri Greci, un'opinione che, sebbene poco documentata, divenne un luogo comune fino ai tempi moderni.
D'altro canto, c'era anche un'altra corrente politica ad Atene, guidata da Eschine, che credeva che la pace andasse mantenuta e sviluppata.
I processi politici dell'epoca per valutare i sentimenti di Atene; nel 345 a.C. Eschine perseguì un alleato di Demostene, Timarco, che fu debitamente condannato; nel 343 a.C., però, Demostene perseguì Eschine, che fu assolto per pochi voti. Dal 343 a.C., perciò, la maggioranza dell'assemblea ateniese favorì il mantenimento della pace, pur non apprezzandolo. Filocrate stesso, infatti, vedendo che la sua politica era generalmente impopolare, andò in esilio nel 343 a.C.
Tra il 344 e 342 a.C. Filippo tentò di rafforzare la pace, convertendola in una "pace comune", alla quale si sarebbero potuto unire tutti gli stati greci che lo avessero desiderato. Nel 344 a.C. Filippo inviò l'oratore Pitone ad Atene per essere difeso dagli attacchi dal partito della guerra e per proporre dei cambiamenti alla pace; in risposta, Demostene pronunciò uno dei suoi discorsi più importanti e ben riusciti, la II filippica, che attaccava tutte le opere di Filippo. Il suo alleato Egesippo propose poi di modificare la pace, in modo che Filippo cedesse Amfipoli ad Atene; l'assemblea, spinta dal discorso di Demostene, approvò la mozione, lasciando senza parole l'ambasciatore macedone, visto che Filippo non avrebbe potuto - e voluto - concedere Amfipoli. Un'ambasciata ateniese, mandata a Pella per discutere la proposta, ebbe un breve incontro con Filippo; comunque, Filippo continuò a offrire una "pace comune" fino al 342 a.C., quando gli Ateniesi respinsero nuovamente l'idea.
Dal 343 a.C. in poi, tentando di far cessare il trattato, Demostene e i suoi sostenitori si servirono di ogni spedizione o azione di Filippo per sostenere che stava violando la pace. Per esempio nel 342 a.C., quando Filippo fece una campagna contro i Cassopi, dichiararono che Filippo stava marciando verso Ambracia, e una spedizione ateniesi fu puntualmente inviata - ma in Acarnania, e non ad Ambracia; sembra, comunque, che Filippo non si fosse mostrato intenzionato ad attaccare Ambracia, quindi la spedizione fu inutile.
Infine, nel 341 a.C., le cose cominciarono a delinearsi: Atene mandò nuovi coloni nelle cleruchie del Chersoneso sotto il comando di Diopite, che cominciò a devastare il territorio di Cardia, alleata di Filippo. Questi, perciò, scrisse agli Ateniesi, chiedendo loro di desistere, ma nel suo discorso Sul Chersoneso, Demostene convinse gli Ateniesi che, poiché Atene era comunque in guerra con Filippo, non c'era bisogno di obbedirglio; perciò Diopite continuò a mettere in subbuglio la Tracia.
Poi, nella III filippica (maggio 341, circa), Demostene accusò Filippo di aver violato la pace intromettendosi negli affari dell'Eubea. Callia di Calcide emerse come potenziale alleato degli Ateniesi; mentre cercava di unificare sotto il suo dominio le città dell'Eubea, era stato disturbato da alcune di loro, in particolare Eritre e Oreo, che favorivano la Macedonia. Nel giugno del 341 a.C.
Atene e Calcide si allearono e attaccarono Eritre e Oreo, installandovi dei governi a loro convenienti; Callia iniziò quindi a molestare le città, spedendo delle navi nel golfo di Pagase;. Infine, nella IV filippica, pronunciata alla fine del 341 a.C., Demostene sostenne che Atene doveva mandare un'ambasciata ai Persiani, chiedendo loro finanziamenti per l'ormai prossima guerra colla Macedonia. L'ambasciata fu mandata, con gran disappunto di Filippo, ma fu seccamente respinta dai Persiani.
Nel 341 a.C. Demostene si recò a Bisanzio, convincendola ad allearsi con Atene; lo statista ateniese provò un colpo simile ad Abido, innescando l'irascibilità di Filippo. Gli Ateniesi risposero alle rimostranze di Filippo denunciando il trattato di pace, azione che comportava la dichiarazione di guerra ufficiale.

## Conseguenze
La pace si ruppe ufficialmente nel 338 a.C., quando Filippo passò le Termopili, attaccò gli Amfissiani, entrò in Focide e prese Elateia. Demostene convinse i Tebani ad allearsi contro la Macedonia, mentre Filippo tentò un'ultima volta di calmare i suoi nemici, proponendo un nuovo trattato di pace. Dopo la sua vittoria a Cheronea, Filippo, che in quel momento era il padrone assoluto della Grecia, impose un nuovo trattato di pace, nel quale le clausole erano molto favorevoli agli sconfitti, ma ovviamente non tanto quanto nella pace di Filocrate.